# Play (framework)
Play – otwartoźródłowy framework webowy napisany w języku programowania Scala. Został zapoczątkowany w 2007 roku jako wewnętrzny projekt w firmie Zengularity SA (dawniej Zenexity). W 2009 roku projekt stał się otwartoźródłowy. Play oparty jest na lekkiej, bezstanowej i przyjaznej dla sieci architekturze. Dzięki reaktywnemu modelowi opartemu na Akka Streams oferuje przewidywalne i minimalne zużycie zasobów (procesora, pamięci, wątków) w aplikacjach o dużej skalowalności.